# Баскунчак
Баскунчак е солено езеро в Астраханската област в Русия с площ от 106 кв. км. Солеността на водоема е 300‰.
От езерото всяка година се добиват от 1,5 до 5 тона сол, като специално за това е построена жп линия.
Площта на водосборния му басейн е 467 кв. км. През летните месеци температурата на водата достига до 25°C, а през зимата – 3°C.